# Уильямсон, Эрик
Эрик Тайрек Уильямсон (англ. Eryk Tyrek Williamson; 11 июня 1997, Алегзандрия, Виргиния, США) — американский футболист, полузащитник клуба «Портленд Тимберс» и сборной США.

## Биография

### Клубная карьера
Уильямсон провёл один год в академии футбольного клуба «Ди Си Юнайтед», после чего в 2015 году поступил в Мэрилендский университет в Колледж-Парке и начал выступать за университетскую футбольную команду «Мэриленд Террапинс». В 2016 году был включён во вторую символическую сборную Конференции Big Ten. В 2017 году был назван полузащитником года в Конференции Big Ten, был включён в первую символическую сборную Конференции Big Ten, во вторую символическую сборную среднезападного региона и в третью всеамериканскую символическую сборную.
В январе 2018 года к Уильямсону проявил интерес клуб немецкой Бундеслиги «Шальке 04».
23 января 2018 года клуб «Портленд Тимберс» выменял права на Уильямсона в лиге MLS согласно правилу доморощенного игрока у клуба «Ди Си Юнайтед» за $100 тыс. в общих распределительных средствах, $100 тыс. в целевых распределительных средствах, место иностранного игрока и пик второго раунда Супердрафта MLS 2020. Его профессиональный дебют состоялся 24 марта в матче «Портленд Тимберс 2» в лиге USL против «Колорадо-Спрингс Суитчбакс». 12 мая в матче T2 против «Сиэтл Саундерс 2» он забил свой первый гол в профессиональной карьере. За первый «Портленд Тимберс» дебютировал 6 июня в матче Открытого кубка США против «Сан-Хосе Эртквейкс». 28 августа «Портленд Тимберс» отдал Уильямсона в аренду клубу чемпионата Португалии «Санта-Клара» на сезон 2018/19 с возможностью отзыва в январе 2019 года. 24 января 2019 года «Портленд Тимберс» отозвал Уильямсона из аренды. В MLS он дебютировал 25 мая в матче против «Филадельфии Юнион». 6 сентября 2020 года в матче против «Сиэтл Саундерс» забил свой первый гол в MLS. 4 февраля 2021 года Уильямсон продлил контракт с «Портленд Тимберс» на несколько лет.

### Международная карьера
В 2017 году в составе сборной США до 20 лет Уильямсон принимал участие в молодёжных чемпионатах КОНКАКАФ и мира.
В марте 2019 года был вызван в сборную США до 23 лет на товарищеские матчи с ровесниками из Египта и Нидерландов. Отыграл второй тайм в матче с египтянами 22 марта. Продолжил вызываться в сборную до 23 лет — комбинированный тренировочный лагерь вместе со старшей сборной в мае — июне 2019 года, летний тренировочный лагерь в июне 2019 года, комбинированный тренировочный лагерь вместе со старшей сборной в январе 2021 года, подготовительный лагерь к отборочному турниру Олимпийских игр 2020 в марте 2021 года.
Уильямсон был включён в состав сборной США на Золотой кубок КОНКАКАФ 2021. 11 июля в матче первого тура группового этапа турнира против сборной Гаити дебютировал за звёздно-полосатую дружину, выйдя на замену во втором тайме.

### Личные сведения
Уильямсон приходится кузеном Куин Латифе.

## Достижения
Командные
 «Портленд Тимберс»
- Победитель Турнира MLS is Back (2020)

 сборная США до 20 лет
- Чемпион КОНКАКАФ среди молодёжных команд: 2017